# Симбирский водовоз
Памятник «Симбирский водовоз» установлен в Ульяновске в Ленинском районе города у здания Ульяновскводоканал на улице Островского.

## История
Памятник-фонтан был установлен 30 июня 2012 г. в честь празднования 150-летия Симбирского водопровода по заказу Ульяновскводоканала. Идея создания памятника принадлежала Александру Романову, руководителю творческой мастерской «Корч», сотрудники которой и изготовили скульптурную композицию.
В качестве эскизов использовались сохранившиеся фотографии 1920 г. Для максимальной правдоподобности фигуры водовоза её ковали с «натуры» — для неё позировали специалисты кузнечного двора. Части композиции изготавливались разными кузнецами: водовоза выковали пермские кузнецы Сергей Овчинников и Ольга Стенно, лошадь водовоза и фигуры лягушки и рыбы в фонтане сделал Юрий Мосин, а основание, бочку и инженерную часть выполнил Сергей Макаров. Рядом с композицией установлена табличка с текстом «Обязательного постановления Городской Управы для лиц, занимающихся водовозным промыслом (1910 г.)» из 16 пунктов.
У памятника появилась традиционная примета, что если погладить жабу в чаше фонтана, то обязательно исполнится загаданное желание. Лошадь была изготовлена очень похожей на настоящую, что отметили работники ипподрома.